# Sedum jiaodongense
Sedum jiaodongense là một loài thực vật có hoa trong họ Crassulaceae. Loài này được Y.M. Zhang & X.D. Chen miêu tả khoa học đầu tiên năm 1990.